# Гаазька академія міжнародного права
Гаазька акаде́мія міжнаро́дного пра́ва (фр. Académie de droit international de La Haye) — центр вищої освіти, заснований у Гаазі 1923 року «для наукових досліджень і викладання міжнародного права» на кошти Фонду Карнеґі за міжнародний мир.
Щорічно (в липні й серпні) протягом чотирьох тижнів у Гаазькому палаці миру спеціалістами міжнародного права, що запрошуються з різних країн (однак переважно з країн Західної Європи й Америки), читаються лекції англійською і французькою мовами.
Тексти лекцій, як правило, друкуються у Збірці курсів академії (фр. Recueil des cours de l'Académie de droit international).
Президент академії — колишній генеральний секретар ООН Бутрос Бутрос Галі.